# Drosophila chicae
Drosophila chicae este o specie de muște din genul Drosophila, familia Drosophilidae, descrisă de Hardy și Kaneshiro în anul 2001. Conform Catalogue of Life specia Drosophila chicae nu are subspecii cunoscute.